# Boris Nemec
Prof. dr. sc. Boris Nemec, dr. med. (Varaždin, 23. veljače 1945.) je hrvatski liječnik. Poznat je kao liječnik hrvatske nogometne reprezentacije i jedan od najvećih hrvatskih stručnjaka na području športske medicine. Bio je i nogometaš i nogometni sudac.

## Medicina
U Varaždinu završio je osnovnu i srednju školu. Medicinu je studirao na Medicinskom fakultetu u Rijeci. Radi u Lovranu od 1972. godine na Klinici za ortopediju. 1976. u Zagrebu položio je specijalistički ispit iz ortopedije. 1981. izveo je jednu od prvih koštano-hrskavičnih transplantacija bedrene kosti s dijelom koljena u Europi. Godine 1982. magistrirao. 1987. godine dobiva mjesto asistenta i predavača na katedri za ortopediju riječkog Medicinskog fakulteta. Godine 1989. doktorirao kod mentora dr Marka Pećine, akademika HAZU. Od 1991. do 1995. godine obnaša dužnost prodekana za financije Medicinskog fakulteta u Rijeci. 1999. godine postao je član zdravstvene komisije FIFA. Među prvima u Hrvatskoj je započeo je raditi transplantacije koljenske hrskavice od in vitro uzgojenog autolognog hrskavičnog eksplantata na trodimenzionalnoj matrici od hijaluronske kiseline ("Hyalograf C") (2004.). Godine 2005. postao je redovni profesor na katedri za ortopediju Medicinskog fakulteta u Rijeci. Danas vodi privatnu bolnicu u Matuljima. 
Član je Europske asocijacije kirurgije koljena i artroskopije od 1988. godine te Hrvatskog ortopedskog društva od 1990. godine. Od 1998. godine član je Američke akademije ortopedskih kirurga.

## Nogomet
U nogometu je od malih nogu. Nogometom se bavio od mladosti kao igrač, kasnije i kao savezni sudac. Karijeru nogometnog liječnika započeo je u nogometnom klubu Rijeka, a od travnja 1996. godine stalni je član stručnog stožera Vatrenih. Kao liječnik reprezentacije sudjelovao je na svih deset prvih velikih natjecanja (pet svjetskih i pet europskih prvenstava) na kojima je nastupala hrvatska reprezentacija, od Europskog prvenstva u Engleskoj 1996. do Svjetskog prvenstva u Rusiji 2018. godine. Dao je značajan doprinos radu Fifine Zdravstvene komisije te HNS-ove Zdravstvene komisije, a surađivao je i s mladim hrvatskim reprezentacijama. Krajem ožujka odlučio je nakon 23 godine napustiti svoju ulogu u stožeru hrvatske nogometne reprezentacije.

## Nagrade i priznanja
Izdvojeno među mnogim priznanjima koje je dobio:
- 1991. - Nagrada Grada Opatije za doprinos medicinskim znanostima i razvitku kirurgije koljena
- 1998. - brončana medalja na Svjetskom prvenstvu u Francuskoj
- 1998. - Državna nagrada za šport "Franjo Bučar"
- 1998. - Odlukom Predsjednika Republike Hrvatske Franje Tuđmana odlikovan je Redom hrvatskog pletera, "za izniman uspjeh hrvatske nogometne reprezentacije, za osvjedočenu srčanost, požrtvovnost i viteštvo u športskom nadmetanju, u osvajanju 3. mjesta na 16. Svjetskom nogometnom prvenstvu u Francuskoj 1998.".[2]

- 2018. - srebrne medalje na Svjetskom prvenstvu u Rusiji
- 2018. - Odlukom Predsjednice Republike Hrvatske Kolinde Grabar-Kitarović odlikovan je Redom hrvatskog trolista, "za izniman uspjeh hrvatske nogometne reprezentacije, promociju sporta i ugleda Republike Hrvatske, te osvajanju 2. mjesta na 21. Svjetskom nogometnom prvenstvu u Ruskoj Federaciji, kojim su pridonijeli svojim velikim profesionalnim iskustvom i osobnom podrškom koje stoje iza ovako velikih natjecanja".[3]
- 2019. - Trofej podmlatka, najviša nagrada Hrvatskog nogometnog saveza, za zalaganje za zdravstvenu zaštitu mladih nogometaša te brigu za generacije hrvatskih reprezentativaca.

- Dobitnik je brojnih priznanja za svoj rad i doprinos medicini i športu, uključujući i dva odlikovanja predsjednika Republike Hrvatske.[1]